# Palais Prokeš à Subotica
Le palais Prokeš à Subotica (en serbe cyrillique : Прокеш најамна палата ; en serbe latin : Prokeš najamna palata) est situé à Subotica, dans la province de Voïvodine et dans le district de Bačka septentrionale, en Serbie. Il est inscrit sur la liste des monuments culturels protégés de la République de Serbie (identifiant no SK 1787).

## Présentation
Le « palais Prokeš » est une construction massive et monumentale qui occupe un bloc urbain tout entier. Il a été construit en 1887 sur des plans de l'architecte de Subotica Geza Kocka.
Conçu dans le style de la Renaissance italienne, il se caractérise au rez-de-chaussée par une décoration simple avec des portails cintrés. Au premier étage, les fenêtres sont encadrées par des pilastres aux chapiteaux corinthiens et surmontées de frontons triangulaires reposant sur une architrave ; chaque fenêtre est ornée d'une balustrade. Les fenêtres du second étage sont simplement surmontées d'un linteau. Chaque angle de l'édifice est dominé par un dôme.
Le « palais Prokeš » est le plus grand immeuble locatif de la ville.